# Charlie Magri
Carmel Magri, meglio noto come Charlie Magri (Tunisi, 20 luglio 1956), è un pugile britannico campione mondiale WBC ed europeo dei pesi mosca. Fu vittorioso avversario di Franco Udella, Franco Cherchi e Giovanni Camputaro.

## Biografia
Nato a Tunisi da famiglia maltese con cittadinanza britannica, Magri si trasferisce in Gran Bretagna nel 1958. 

### Carriera da dilettante
Da dilettante combatte nell'Arbour Youth, la formazione di uno yacht club, ottenendo buoni risultati: nel 1972 è campione giovanile classe A per la Amateur Boxing Association of England, ripetendosi l'anno dopo nella classe B. Nel 1974 è campione nazionale dilettanti per la categoria con limite 48 kg, fra il 1975 e il 1977 vince tre titoli consecutivi nei 51 kg. In mezzo partecipa ai Giochi olimpici di Montréal 1976, dove batte il ghanese Eric Quaotsey, ma perde negli ottavi con il canadese Ian Clyde.

### Carriera da professionista
Esordisce da professionista alla Royal Albert Hall di Londra il 25 ottobre 1977 battendo per ko Neil McLaughlin. Due mesi dopo, nello stesso luogo, conquista già una cintura: batte Dave Smith e diventa campione britannico dei pesi mosca, titolo fino ad allora vacante. Ancora imbattuto, il 5 maggio 1979 nel suo primo incontro di livello internazionale diventa campione europeo dei pesi mosca, sconfiggendo Franco Udella ai punti in dodici riprese, sul ring casalingo della Wembley Arena. Il verdetto è contrastato perché un giudice assegna la vittoria all'italiano, sia pure per un solo punto, mentre gli altri due vedono Magri vincitore con un margine di 4-5 punti. Inframezzando incontri interlocutori con avversari di livello non eccelso, Magri difende la cintura europea battendo ai punti Manuel Carrasco, per ko Giovanni Camputaro e Enrique Rodriguez Cal.
Il 13 ottobre 1981 subisce a sorpresa la sua prima sconfitta in un incontro senza titolo in palio. Juan Díaz, dal record non irresistibile, lo manda ko al 6º round. Il fatto si ripete nello stesso modo sette mesi dopo con José Torres che lo manda ko alla 9ª ripresa. Magri è però sempre campione d'Europa e difende nuovamente la corona, battendo nella rivincita lo spagnolo Enrique Rodriguez Cal per ko, nella sua prima trasferta all'estero. 
La vittoria gli procura una chance mondiale, che sfrutta. Il 15 marzo 1983, alla Wembley Arena, diviene campione mondiale WBC con lo status di campione lineare, battendo il dominicano Eleoncio Mercedes per knock-out tecnico alla settima ripresa. Lo perde però dopo poco con il filippino Frank Cedeno che lo batte per KOT al sesto round alla Wembley Arena.
Nell'agosto 1984 Magri torna alla carica del titolo europeo, rimasto vacante e a Cagliari batte Franco Cherchi per ferita al primo round. Lascia però subito dopo la corona per tentare la riconquista del mondiale WBC dei mosca, ma il thailandese Sot Chitalada lo sconfigge all'Alexandra Palace di Londra, per abbandono nell'intervallo tra il quarto e il quinto round. 
Nell'ottobre 1985, ad Alessandria, riconquista la cintura continentale aggiudicandosi la rivincita con lo stesso Cherchi, per KOT al secondo round. Nell'ultimo incontro della sua carriera Magri perde il titolo europeo e quello britannico (che difendeva qui per la prima volta) contro l'emergente Duke McKenzie, che lo mette al tappeto al 5º round.
In carriera vanta in tutto un record 30 vittorie (23 ko) e 5 sconfitte.